# Diamant muntanyenc
El diamant muntanyenc (Oreostruthus fuliginosus) és un ocell de la família dels estríldids (Estrildidae) i única espècie del gènere Oreostruthus De Vis, 1898

## Hàbitat i distribució
Habita praderies alpines i boscos de les muntanyes de Nova Guinea, des de les muntanyes Surdiman fins als districtes sud-orientals.